# Gilda (namn)

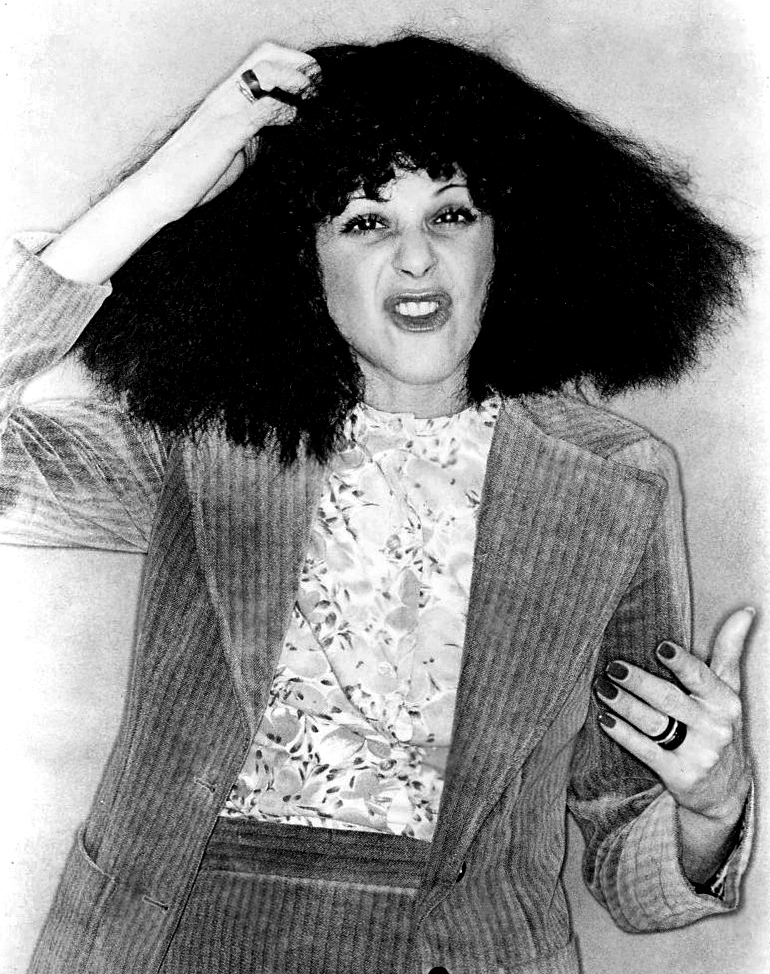
Gilda Radner

Gilda är sannolikt ett forngermanskt kvinnonamn bildat av ordet gisil som betyder stråle, ljus. Det äldsta belägget i Sverige är från 1918.
Den 31 december 2014 fanns det totalt 164 kvinnor folkbokförda i Sverige med namnet Gilda, varav 118 bar det som tilltalsnamn.
Namnsdag: saknas

## Personer med namnet Gilda
- Gilda Radner, amerikansk skådespelare och komiker

## Fiktiva personer med namnet Gilda
- Gilda, Rigolettos dotter i operan Rigoletto av Giuseppe Verdi